# Milperra
Milperra é um subúrbio de Sydney, Austrália, no estado de  New South Wales. Milperra está a 24 km a sudoeste do distrito de negócios central de Sydney, na área da cidade de Bankstown.